# Omar Ángel Foglia
Omar Ángel Foglia (Carlos Casares, Buenos Aires, 13 de octubre de 1965). Es un político y productor agropecuario argentino. Fue intendente del partido de Carlos Casares durante 2002 y 2009, luego  se desempeñó como Senador en la Provincia de Buenos Aires por la Cuarta Sección, siendo Vicepresidente del Bloque de Senadores del GEN-FAP.

## Carrera Política
Dirigente de la Unión Cívica Radical vecinal, fue intendente interino y luego electo por dos períodos en Carlos Casares (2003-2011). En el ámbito partidario se desempeñó como Presidente de la juventud radical, concejal y presidente del Bloque de la UCR. Además fue Presidente del Corredor Productivo CONENOBA (2005 y 2007).
Es también parte del Partido GEN que se originó durante el proceso de las elecciones presidenciales de 2007, cuando un grupo de dirigentes de la Unión Cívica Radical (UCR) de la Provincia de Buenos Aires, liderados por Margarita Stolbizer, decidieron no acatar la decisión de ese partido de apoyar la candidatura presidencial de Roberto Lavagna y establecer la alianza electoral Una Nación Avanzada (UNA).
Juró en 2 de diciembre de 2009 junto a 46 Diputados y 22 Senadores en la Legislatura bonaerense. La cuarta sección electoral estaba comprendida por Acuerdo Cívico y Social: Omar Foglia, de Carlos Casares; Orlando Alberto Costa, de Bragado y Malena Elizabeth Baro, de Junín.
Frente Justicialista para la Victoria: Ariel Fabián Franetovich, de Chivilcoy y Patricio Antonio García, de Florentino Ameghino.
Unión Pro: Ricardo Humberto Zamperetti, de General Villegas y Julio Salemme, de Pehuajó.
En 2013 el senador Omar “Peli” Foglia presentó su libro. Romina Grigioni, autora y Anahi Foglia, escritora del prólogo fueron las encargadas de narrar el proceso de escritura y lo que conllevó llegar a “El hijo de Cholo”. Luego llegó el momento de las palabras de Peli, quien se mostró emocionado, feliz y conforme con el resultado del libro e hizo que la sala de la Biblioteca José Ingenieros repleta de familiares, amigos y de gente que lo acompaña incansablemente llorara, riera y se emocionara con su discurso.

## Proyectos
- Modificaciones para agilizar el régimen de mediación

El senador provincial FAP Omar Foglia presentó un proyecto de Ley que tiene como finalidad modificar diversas cuestiones relacionadas al Régimen de Mediación instituido como método alternativo de resolución de conflictos en el ámbito de la Provincia, mediante la Ley 13951
- Cajeros automáticos para personas diferentes

El Senador Provincial FAP Omar Foglia impulsa una iniciativa que tiene como finalidad que las personas con discapacidad tengan las mismas oportunidades que el resto de las personas para acceder a servicios y beneficios
- Audífonos a alumnos que no puedan acceder por razones económicas

- Emergencia agropecuaria bonaerense

En la sesión de hoy el Senado bonaerense votó sobre tablas una iniciativa del senador provincial GEN-FAP Omar Foglia para que se declare de manera urgente la Ley Emergencia y Desastre Agropecuario para el partido de Carlos Casares y se extienda para el resto de los distritos afectados por el agua que ya habían sido objeto de declaración, entre ellos 9 de julio, Hipólito Yrigoyen, Lincoln, Rivadavia, Junín, Alberti y Bragado.